# Línea 491 (Interurbanos Madrid)
La línea 491 de la red de autobuses interurbanos de Madrid une el intercambiador de Aluche con el barrio del Naranjo (Fuenlabrada).

## Características
Esta línea une Madrid con el municipio de Fuenlabrada atravesando el municipio de Leganés en aproximadamente 30 min.
En 1989 se dividía en 491A que es la actual línea 491 y la 491B que es la actual línea 492.
Desde la separación de ambas en 491 y 492 la línea no ha sufrido modificaciones, solo se han ido añadiendo paradas en Leganés (Hospital Severo Ochoa, cabecera de la línea 481) y se ha suprimido alguna parada en la M-421 debido a motivos de seguridad.
Algunas expediciones modifican su itinerario en Fuenlabrada, en conjunto con la línea 492 discurriendo por el barrio de Parque Granada.
Está operada por la empresa Martín mediante la concesión administrativa VCM-404 - Madrid – Leganés – Fuenlabrada (Viajeros Comunidad de Madrid) del Consorcio Regional de Transportes de Madrid.

### Frecuencias
| Lunes a viernes laborables (vigente desde el 1 de septiembre al 30 de junio)                                              |
| A 6:02 - 6:30 |
| De 7:00 a 22:04 cada 14-18 minutos                                                                                        |
| A 22:25 - 22:40 - 23:00x - 23:30x - 24:00x                                                                                |
| Lunes a viernes laborables (vigente de 1 de julio a 31 de agosto)                                                         |
| De 6:15 a 22:40 cada 15-25 minutos                                                                                        |
| A 23:00x - 23:30x - 24:00x                                                                                                |
| Sábados laborables (vigente de 1 de septiembre a 30 de junio)                                                             |
| De 6:20 a 21:15 entre 15 - 25 minutos                                                                                     |
| A 21:35 - 22:00 - 22:30 - 23:00x - 23:30x - 24:00x                                                                        |
| Sábados laborables (vigente de 1 de julio a 31 de agosto)                                                                 |
| De 6:10 a 20:50 cada 22-27 minutos                                                                                        |
| A 21:05 - 21:15 - 21:50 - 22:15 - 22:55 - 23:30x                                                                          |
| Domingos y festivos (vigente de 1 de septiembre a 30 de junio)                                                            |
| De 7:30 a 22:40 cada 18-30 minutos                                                                                        |
| A 23:00x - 23:30x - 24:00x                                                                                                |
| Domingos y festivos (vigente de 1 de julio a 31 de agosto)                                                                |
| De 7:20 a 20:50 cada 25-27 minutos                                                                                        |
| A 21:05 - 21:15 - 21:50 - 22:15 - 22:55 - 23:30x                                                                          |
| x - El itinerario de la línea se modifica discurriendo desde la Calle de Móstoles por Av. de las Naciones y Calle Francia |

| Lunes a viernes laborables (vigente desde el 1 de septiembre al 30 de junio)                                              |
| A 5:18 |
| De 5:40 a 21:54 cada 14-18 minutos                                                                                        |
| A 22:15 - 22:35 - 23:00x - 23:20x - 23:40x                                                                                |
| Lunes a viernes laborables (vigente de 1 de julio a 31 de agosto)                                                         |
| De 5:24 a 22:25 cada 15-25 minutos                                                                                        |
| A 23:00x - 23:40x |
| Sábados laborables (vigente de 1 de septiembre a 30 de junio)                                                             |
| De 5:24 a 21:30 cada 16-24 minutos                                                                                        |
| A 23:00x - 23:30x - 23:40x                                                                                                |
| Sábados laborables (vigente de 1 de julio a 31 de agosto)                                                                 |
| De 5:25 a 20:00 cada 22-27 minutos                                                                                        |
| A 20:15 - 20:25 - 21:00 - 21:30 - 22:05 - 22:40 - 23:15x - 23:30x                                                         |
| Domingos y festivos (vigente de 1 de septiembre a 30 de junio)                                                            |
| De 7:10 a 22:30 cada 15-30 minutos                                                                                        |
| A 23:00x |
| Domingos y festivos (vigente de 1 de julio a 31 de agosto)                                                                |
| De 7:00 a 20:00 cada 24-27 minutos                                                                                        |
| A 20:15 - 20:25 - 21:00 - 21:30 - 22:05 - 22:40 - 23:15x - 23:30x                                                         |
| x - El itinerario de la línea se modifica discurriendo desde la Calle de Galicia por Calle Francia y Av. de las Naciones. |

## Recorrido y paradas

### Sentido Fuenlabrada
| Código | Parada                                  | Común con                                     | Conexiones con Metro y Cercanías | Municipio   | Zona |
| --- | --------------------------------------- | --------------------------------------------- | -------------------------------- | ----------- | ---- |
| 08380 | Intercambiador de Aluche                | 482 483 485 487 492 493 561 561A 561B 563 591 | Aluche                           | Madrid      |      |
| 660 | Avenida de los Poblados-Comisaría       | 121 131 139 482 485 492 493                   |                                  | Madrid      |      |
| 662 | Polideportivo Las Cruces                | 121 131 139 482 485 492 493                   |                                  | Madrid      |      |
| 379 | Plaza del Parterre                      | 35 47 481 482 486 492 493                     |                                  | Madrid      |      |
| 4019 | Metro Carabanchel Alto                  | 35 47 481 482 492 493                         | Carabanchel Alto                 | Madrid      |      |
| 1158 | Avenida Carabanchel Alto-Gómez Arteche  | 35 47 481 482 492 493                         |                                  | Madrid      |      |
| 07571 | Av. Carabanchel Alto - Allariz          | 481 482 492 493                               |                                  | Madrid      |      |
| 07567 | Av. Carabanchel Alto - Carpio y Torta   | 481 482 492 493                               |                                  | Madrid      |      |
| 16165 | Av. Carabanchel Alto - Av. La Peseta    | 481 482 492 493                               |                                  | Madrid      |      |
| 08199 | Ctra. M421 - Montejano                  | 481 482 492 493                               |                                  | Madrid      |      |
| 08203 | Ctra. M421 - Deportivo Butarque         | 481 482 492 493                               |                                  | Leganés     |      |
| 08205 | Ctra. M421 - C.C. Plaza Nueva           | 480 481 482 484 485 492 493                   |                                  | Leganés     |      |
| 12742 | Av. Carabanchel - Parque de los Olivos  | 482 492 493                                   |                                  | Leganés     |      |
| 07902 | Av. Fuenlabrada - Batalla de Brunete    | 432 482 485 492 493 497                       |                                  | Leganés     |      |
| 07900 | Av. Fuenlabrada - Trva. del Cid         | 432 482 485 492 493 497                       |                                  | Leganés     |      |
| 07892 | Av. Fuenlabrada - Pza. España           | 484 492 493 497                               |                                  | Leganés     |      |
| 07888 | Av. Fuenlabrada - Campoamor             | 492 493 497                                   |                                  | Leganés     |      |
| 07867 | Av. Fuenlabrada - Juan Sebastián Elcano | 485 486 492 493 497                           |                                  | Leganés     |      |
| 15334 | Av. Fuenlabrada - Hospital Severo Ochoa | 468 481 485 492 493 497                       | Hospital Severo Ochoa            | Leganés     |      |
| 07862 | Ctra. M409 - Los Frailes                | 468 485 492 493 497                           |                                  | Leganés     |      |
| 07754 | Leganés - Centro de salud mental        | 468 492 493 497                               |                                  | Fuenlabrada |      |
| 07763 | Leganés - Murcia                        | 468 492 497                                   |                                  | Fuenlabrada |      |
| 07772 | Leganés - Los Ángeles                   | 4 6 468 471 492 497 526                       |                                  | Fuenlabrada |      |
| 07751 | Leganés - Humilladero                   | 1 3 4 6 468 471 492 497 526                   |                                  | Fuenlabrada |      |
| 07752 | Móstoles - Humilladero                  | 1 492 526                                     |                                  | Fuenlabrada |      |
| 07718 | Móstoles - Fátima                       | 1 492 526                                     |                                  | Fuenlabrada |      |
| Paradas del recorrido unificado en Fuenlabrada, en conjunto con la línea 492 y saltándose la parada 07717 |                                         |                                               |                                  |             |      |
| 07720 | Av. Naciones - Parque                   | 4 492 493                                     |                                  | Fuenlabrada |      |
| 07726 | Francia - Holanda                       | 4 492 493                                     | Parque Europa                    | Fuenlabrada |      |
| 07730 | Portugal - Galerías Comerciales         | 2 492 496                                     |                                  | Fuenlabrada |      |
| 07732 | Portugal - Turquía                      | 3 492                                         |                                  | Fuenlabrada |      |
| 07731 | Portugal - Galerías Comerciales         | 3 492 496                                     |                                  | Fuenlabrada |      |
| Paradas del recorrido común                                                                               |                                         |                                               |                                  |             |      |
| 07717 | Móstoles - Mirasierra                   | 1 3 493 526                                   |                                  | Fuenlabrada |      |
| 07703 | Móstoles - Colegio                      | 1 3 492 526                                   |                                  | Fuenlabrada |      |
| 07698 | Galicia - Centro de día                 | 1 3 492                                       |                                  | Fuenlabrada |      |
| 07697 | Galicia - Farmacia                      | 1 2 3 492                                     |                                  | Fuenlabrada |      |
| 07694 | Galicia - Colegio                       | 1 2 3 492                                     |                                  | Fuenlabrada |      |
| 07693 | Galicia - El Naranjo                    | 492                                           |                                  | Fuenlabrada |      |

### Sentido Madrid
| Código | Parada                                  | Común con                                     | Conexiones con Metro y Cercanías | Municipio   | Zona |
| --- | --------------------------------------- | --------------------------------------------- | -------------------------------- | ----------- | ---- |
| 07693 | Galicia - El Naranjo                    | 492                                           |                                  | Fuenlabrada |      |
| 07695 | Galicia - Colegio                       | 1 2 3 13 492                                  |                                  | Fuenlabrada |      |
| 07696 | Galicia - Kiosco                        | 1 2 3 13 492                                  |                                  | Fuenlabrada |      |
| 07699 | Galicia - Centro de día                 | 1 2 13 492                                    |                                  | Fuenlabrada |      |
| 07702 | Móstoles - Colegio                      | 1 2 13 492 526                                |                                  | Fuenlabrada |      |
| Paradas del recorrido unificado en Fuenlabrada, en conjunto con la línea 492 y saltándose la parada 07716 |                                         |                                               |                                  |             |      |
| 07705 | Av. Europa - Móstoles                   | 2 492                                         |                                  | Fuenlabrada |      |
| 07730 | Portugal - Galerías Comerciales         | 2 492 496                                     |                                  | Fuenlabrada |      |
| 07732 | Portugal - Turquía                      | 3 492                                         |                                  | Fuenlabrada |      |
| 07731 | Portugal - Galerías Comerciales         | 3 492 496                                     |                                  | Fuenlabrada |      |
| 07726 | Francia - Av.Naciones                   | 3 4 492 493                                   | Parque Europa                    | Fuenlabrada |      |
| Paradas del recorrido común                                                                               |                                         |                                               |                                  |             |      |
| 07716 | Móstoles - Austria                      | 1 13 493 526                                  |                                  | Fuenlabrada |      |
| 07719 | Móstoles - Fátima                       | 1 2 492 526                                   |                                  | Fuenlabrada |      |
| 07781 | Luis Sauquillo - Tesillo                | 4 6 468 471 492 497                           |                                  | Fuenlabrada |      |
| 07771 | Leganés - Los Ángeles                   | 4 6 468 471 492 497                           |                                  | Fuenlabrada |      |
| 07764 | Leganés - Cuzco                         | 468 492 497                                   |                                  | Fuenlabrada |      |
| 07755 | Leganés - Centro de salud mental        | 468 492 493 497                               |                                  | Fuenlabrada |      |
| 20821 | Ctra. M409 - Ciudad del Automóvil       | 468 492 493 497                               |                                  | Leganés     |      |
| 07863 | Ctra. M409 - Los Frailes                | 468 485 492 493 497                           |                                  | Leganés     |      |
| 20407 | Av. Fuenlabrada - Hospital Severo Ochoa | 468 485 492 493 497                           | Hospital Severo Ochoa            | Leganés     |      |
| 07868 | Av. Fuenlabrada - Saavedra Fajardo      | 468 485 492 493 497                           |                                  | Leganés     |      |
| 07889 | Av. Fuenlabrada - Escuela Infantil      | 492 493 497                                   |                                  | Leganés     |      |
| 07893 | Av. Fuenlabrada - Getafe                | 484 492 493 497                               |                                  | Leganés     |      |
| 07901 | Av. Fuenlabrada - Constitución          | 482 485 492 493 497                           |                                  | Leganés     |      |
| 07916 | Av. Fuenlabrada - Av. Rey Juan Carlos I | 482 485 492 493 497                           |                                  | Leganés     |      |
| 09510 | Av. La Mancha - Parque de los Olivos    | 482 492 493                                   |                                  | Leganés     |      |
| 08206 | Ctra. M421 - C.C. Plaza Nueva           | 480 481 482 484 485 492 493                   |                                  | Leganés     |      |
| 15333 | Ctra. M421 - Polideportivo              | 481 482 492 493                               |                                  | Leganés     |      |
| 16166 | Av. Carabanchel Alto - Av. La Peseta    | 481 482 492 493                               |                                  | Madrid      |      |
| 07547 | Av. Carabanchel Alto - Av. Euro         | 481 482 492 493                               |                                  | Madrid      |      |
| 07572 | Av. Carabanchel Alto - Allariz          | 481 482 492 493                               |                                  | Madrid      |      |
| 07570 | Av. Carabanchel Alto - Chirimoya        | 481 482 492 493                               |                                  | Madrid      |      |
| 4020 | Metro Carabanchel Alto                  | 35 47 481 482 492 493                         | Carabanchel Alto                 | Madrid      |      |
| 378 | Plaza del Parterre                      | 34 35 47 139 481 482 486 492 493              |                                  | Madrid      |      |
| 667 | Plaza del Parterre                      | 121 131 139 482 485 492 493                   |                                  | Madrid      |      |
| 663 | Polideportivo Las Cruces                | 121 131 139 482 485 492 493                   |                                  | Madrid      |      |
| 661 | Avenida de los Poblados-Comisaría       | 121 131 139 482 485 492 493                   |                                  | Madrid      |      |
| 08380 | Intercambiador de Aluche                | 482 483 485 487 492 493 561 561A 561B 563 591 | Aluche                           | Madrid      |      |

## Autobuses
La línea, desde julio de 2011 hasta julio de 2022, se prestó servicio con los MAN Castrosua City Versus numerados del 1086 al 1094.
Actualmente, se presta servicio con los MAN Castrosua Magnus Evolution numerados del 1234 al 1241.